# Quinto Remmio Palemone
Quinto Remmio Palemone (Vicenza, 5 circa – 65) è stato un grammatico romano.

## Biografia
Palemone era di origine servile. Ottenuta la libertà, insegnò grammatica a Roma. Svetonio, nel suo De gramaticis et rhetoribus, riporta con dovizia di particolari vari aneddoti sul suo carattere dissoluto e sull'arroganza da lui dimostrata nei confronti di un autore insigne come Varrone.
Nonostante questi difetti, Palemone divenne noto anche per la sua memoria prodigiosa e assurse a vera autorità degli studi grammaticali dell'epoca. Le sue lezioni erano molto popolari e tra i suoi allievi ci furono anche Quintiliano e Persio.

## Opere
Palemone seguiva la dottrina degli alessandrini, in particolar modo di Dionisio Trace: secondo il suo punto di vista, l'alfabeto era composto da 23 lettere (5 vocales, 7 semivocales, 9 mutae più le due greche y e z). Da lui proviene anche la suddivisione dei verbi in quattro ordines declinationis, in base alla vocale della seconda persona singolare.
Oltre che per aver introdotto nella scuola la lettura ed il commento alle opere virgiliane, Palemone è soprattutto noto per un trattato su vari argomenti grammaticali (l'Ars), che in parte si atteneva alle teorie di Dionisio Trace, in parte seguiva una tradizione stoico-romana già preesistente; il testo, perduto, può essere ricostruito grazie alle testimonianze dei grammatici posteriori e di Carisio.